# Christopher Warkentin
Christopher Warkentin, född 20 november 1978 i Grande Prairie, Alberta, Kanada, är en kanadensisk affärsman och politiker inom Kanadas konservativa parti.
Han valdes in i kanadensiska underhuset vid 2006 års val och representerade då valkretsen Peace River i Alberta. Sedan valet 2015 representerar han valkretsen Grande Prairie—Mackenzie i Alberta.